# 1952 في البرازيل
فيما يلي قوائم الأحداث التي وقعت خلال عام 1952 في البرازيل.

## رياضة
- 1 يناير – بطولة باوليستا 1952 الفائز نادي كورينثيانز.
- 1 يناير – بطولة كاريوكا 1952 الفائز نادي فاسكو دا غاما.

## مواليد

### يناير
- 1 يناير – إيفان كاردوسو مخرج أفلام برازيلي.
- 1 يناير – ماورو دينيز مغني برازيلي.

### فبراير
- 8 فبراير – مارينيو تشاغاس لاعب كرة قدم برازيلي.
- 10 فبراير – ماركو أوريليو لاعب كرة قدم برازيلي.
- 26 فبراير – سيباستياو ميراندا دا سيلفا فيليو لاعب كرة قدم برازيلي.

### مارس
- 2 مارس – خوسيه كارلوس أمارال فييرا ملحن برازيلي.
- 3 مارس – أنجيلا فييرا ممثلة برازيلية.
- 10 مارس – باولو برناردو سياسي برازيلي.
- 23 مارس – ماركوس ليتي لاعب كرة سلة برازيلي.
- 25 مارس – دينيس ماتيولي لاعبة كرة قدم برازيلية.

### أبريل
- 5 أبريل – لويز دوس سانتوس

### مايو
- 5 مايو – ألفريدو ناسيمنتو سياسي برازيلي.
- 8 مايو – نيلسون دوس سانتوس منافِس أوليمبي برازيلي.
- 10 مايو – فاندرلي لوكسمبورغو لاعب ومدرب كرة قدم برازيلي.

### يونيو
- 2 يونيو – آنا كريستينا سيزار
- 15 يونيو – ديرسو لاعب كرة قدم برازيلي.
- 19 يونيو – نيلسن إلياس لاعب كرة قدم برازيلي.

### أغسطس
- 1 أغسطس – برونا لومباردي ممثلة برازيلية.
- 17 أغسطس – نيلسون بيكيه سائق سيارة سباق برازيلي.
- 19 أغسطس – ميلتون حاطوم كاتب برازيلي.
- 22 أغسطس – ريغينا دورادو
- 24 أغسطس – أنطونيو سيلفا لاعب كرة قدم برازيلي.

### سبتمبر
- 1 سبتمبر – أبل براغا لاعب كرة قدم برازيلي.
- 24 سبتمبر – باولو زانيتي سبّاح برازيلي.

### أكتوبر
- 20 أكتوبر – الياني جيارديني ممثلة برازيلية.

### نوفمبر
- 7 نوفمبر – جيرالدو الكمين سياسي برازيلي.

### ديسمبر
- 5 ديسمبر – موديستو روما جونيور
- 17 ديسمبر – ريني سيمويس
- 29 ديسمبر – جواو ديكسون كارفاليو لاعب كرة قدم برازيلي.

## وفيات

### فبراير
- 2 فبراير – جواو غويليرمي فيشر (مواليد 1876) دبلوماسي برازيلي.